# 小行星2284
小行星2284（2284 San Juan）是一颗围绕太阳公转的小行星。1974年10月10日，菲利克斯·阿吉拉爾天文台在圣胡安省发现了此天体。
該小行星以阿根廷聖胡安省命名。
这颗小行星的绝对星等为67.75013等。